# Кубео (язык)
Кубео (Cubeo, Cubeu, Cuveo, Hehenawa, Hipnwa, Kobeua, Kobewa, Kobéwa, Kubeo, Kubewa, Kubwa, Pamié, Pamiwa) — индейский язык, на котором говорит народ кубео. Представитель туканской языковой семьи.

## Классификация
Кубео — язык туканской языковой семьи.
Более детальная классификация является дискуссионным вопросом. В 1950 году Дж. Мэйсон (J. Mason) в работе «The languages of South American Indians», опираясь на описанную ранее лексику, а также из географических и этнографических соображений разделил туканские языки на восточную и западную ветви и отнёс кубео к восточно-туканским языкам. В 1969 году Соренсен (Sorensen) разбил восточные языки на четыре подветви, вынеся кубео в отдельную подветвь. Н. Вальц и А. Уилер (Waltz, Nathan и Wheeler, Alva) в 1972 году предложили вынести кубео в отдельную центрально-туканскую ветвь. В 1997 году Х. Рамирез (Ramirez, Henrique) предложил свою классификацию, в которой также отнёс кубео к центральной ветви. Ж. Барнес (Barnes, Janet) причислила к центральной ветви языки кубео и танимука-ретуара. Б. Франчетто (Franchetto, Bruna) и Э. Гомес-Имберт (Gomez-Imbert, Elsa) в 2003—2004 годах оспорили выделение центральной ветви, по их мнению кубео относится к восточной ветви. Также к восточной ветви относит этот язык и исследователь кубео Тьяго Чакон (Chacon, Thiago).
Справочник Ethnologue относит кубео к центральной ветви, а база данных Glottolog — к западной подветви восточной ветви тукано..
Внутри языка кубео выделяют три диалекта, различающихся в основном лексикой и произношение некоторых гласных.

## Лингвогеография
Кубео — один из языков коренного населения Америки. Язык распространён в районе рек Ваупес, Керари и Кудуяри и их притоков на территории Колумбии (департаменты Амасонас, Ваупес и Вичада), а также на северо-западе штата Амазонас в Бразилии. Этот регион расположен вдоль границы распространения туканских, аравакских и карибских языков.
Для района, в котором распространены языки тукано, традиционна экзогамия, поэтому характерно массовое многоязычие. При этом на северо-западе департамента Ваупес язык кубео используется как лингва франка.
Является основным языком народа кубео. По данным на 2008 год число носителей превосходило 6000 человек и продолжало расти. Около 5 % говорящих — дети до семи лет.

## Письменность
Как и остальные языки тукано, кубео использует алфавит, основанный на латинице. Алфавит кубео включает 27 букв:
a, ã, b, c, ch, d, đ, e, ẽ, i, ĩ, j, m, n, ñ, o, õ, p, q, r, t, u, ũ, ʉ, ʉ̃, w, y

## Фонетика
Язык кубео имеет характерную для языков тукано шестиэлементную систему гласных, каждая фонема представлена в простом и назальном варианте:
|                | Задний ряд | Средний ряд | Передний ряд |
| Верхний подъём | i          | ɨ           | u            |
| Средний подъём | e          |             | o            |
| Нижний подъём  |            | a           |              |

Следующие согласные фонемы представлены в кубео:
|              | Лабиал. | Альвеоляр. | Палатал. | Веляр. | Глоттал. |
| глух. взрыв. | p       | t          | t∫       | k      |          |
| звон. взрыв. | b       | d          |          |        |          |
| аппрокс.     | w       | ð          | j        |        | h        |
| одноудар.    |         | r          |          |        |          |